# Ribes contumazensis
Ribes contumazensis är en ripsväxtart som beskrevs av Weigend. Ribes contumazensis ingår i släktet ripsar, och familjen ripsväxter. Inga underarter finns listade i Catalogue of Life.